# Ace Combat 3: Electrosphere
Ace Combat 3: Electrosphere (エースコンバット３ エレクトロスフィア, Ēsu Conbatto San Erekutorosufia) é um jogo eletrônico de simulação de combate aéreo desenvolvido e publicado pela Namco. É o terceiro título principal da série Ace Combat e foi lançado exclusivamente para PlayStation em maio de 1999 no Japão, em janeiro de 2000 na Europa e em março do mesmo ano na América do Norte. A história se passa em um mundo futurista dominado pelas megacorporações Neucom e General Resource que iniciam uma guerra entre si. A jogabilidade permite que o jogador assuma o controle de diversas aeronaves de combate em várias missões de objetivos variados, que incluem a destruição da frota de inimigos e a proteção de bases aliadas.
O jogo foi desenvolvido a partir de seu predecessor Ace Combat 2, pegando para si muitos de seus elementos. A equipe queria que a narrativa fosse uma parte integral do jogo e tivesse um propósito, diferentemente de títulos anteriores da franquia em que a história era secundária à jogabilidade. Suas paisagens futuristas foram inspiradas por projetos urbanos da década de 1970 e arquitetura moderna. A Namco originalmente desejava que a grande campanha de dois discos de duração e narrativa profunda de Electrosphere fossem mantidas para seu lançamento ocidental, porém seu conteúdo foi enormemente cortado para suas versões norte-americana e europeia, o que gerou grande insatisfação e menor interesse do público e da imprensa.
O título teve uma campanha de divulgação tímida, e a Namco permaneceu relativamente silenciosa sobre o projeto, com seus esforços de localização para o inglês sendo abandonados e o enredo reescrito no ocidente. O título mesmo assim conseguiu vender mais de um milhão de cópias mundialmente e superou Ace Combat 2 no número total de vendas. A versão japonesa de Electrosphere foi bem recebida pela crítica, que elogiou sua grande ambição, narrativa e jogabilidade. A versão internacional teve uma recepção muito mais polarizada, com os críticos expressando grande confusão sobre a significativa falta de conteúdo e jogabilidade branda. Os gráficos mesmo assim foram um ponto de elogio em comum em ambas as versões.

## Jogabilidade

A jogabilidade de Electrosphere, mostrando os elementos do HUD e o jogador enfrentando aeronaves inimigas

Ace Combat 3: Electrosphere é um jogo eletrônico de simulação de combate aéreo. Assim como seus predecessores, é apresentado em um formato mais de arcade, em contraste com outros simuladores de voo. O jogador pode controlar uma de até 23 aeronaves de combate de quatro facções em 52 missões, cada uma com diferentes objetivos a serem completados; estes incluem destruir um esquadrão inimigo ou proteger uma base aliada. O desempenho do jogador é avaliado em uma escala de "A" até "D", que ficam registrados em uma tabela disponível no menu principal.
Electrosphere possui uma jogabilidade semelhante a títulos anteriores de Ace Combat, porém possui novas mecânicas. Ao final de cada missão, o jogador pode assistir replays de seus melhores momentos. Um número limitado de aeronaves e armas podem ser selecionadas para as primeiras missões do jogo, porém apenas uma pelo restante da campanha. As missões também contém conversas de rádio entre a facção do jogador e facções inimigas. É possível rotacionar a câmera ao redor da aeronave a fim de permitir a visualização o que está atrás ou para ter melhor visão da área de combate.
A versão japonesa de Electrosphere possui conteúdo adicional ausente nas versões internacionais do jogo. Mais notavelmente está um número total maior de missões e também diversas ramificações da histórica; neste último, o enredo do jogo muda dependendo das ações tomadas pelo jogador em determinados momentos da campanha, podendo levar a um total de cinco finais diferentes. Uma enciclopédia também pode ser acessada, documentando informações relacionadas aos personagens e tecnologias. E-mails de vídeo no estilo anime com narrações podem ser visualizados por meio de uma caixa de mensagens ficcional. Conseguir completar os cinco finais diferentes desbloqueia o modo de Simulação de Missão, que permite que o jogador jogue novamente qualquer missão da campanha com qualquer aeronave e armas de sua escolha.

## Enredo
Ace Combat 3: Electrosphere se passa em um mundo futurista dominado por grandes corporações, com as mais poderosas sendo a Neucom e a General Resource. A história acompanha Nemo, um piloto inicialmente pertencente à Organização de Aplicação da Paz Universal (UPEO). Uma guerra acaba estourando entre a Neucom e a General Resource, com a UPEO sendo enviada com o objetivo de impedir o escalonamento do conflito. As forças militares da UPEO acabam cooperando com a General Resource em operações militares e de treinamento. Depois de algumas ações, um acordo de cessar fogo é negociado pela UPEO junto às duas empresas, porém isso frustra Abyssal Dision, um ás da General Resource, com ele oferecendo a Nemo a oportunidade de se juntar às forças de sua companhia para "mudar o mundo".
Caso o jogador recuse a oferta de Dision, a General Resource quebra o cessar fogo e as forças da UPEO são enviadas em diversas operações contra alvos estratégicos da empresa. Após algum tempo, Nemo acaba descobrindo que alguns membros do alto escalão da UPEO estão tentando desertar para a Neucom e ele recebe a opção de desertar também ou permanecer leal a UPEO. Permanecer leal leva a diversas operações aéreas contra alvos tanto da Neucom quanto da General Resource, fazendo com que as duas empresas  declarem guerra uma contra a outra. Entretanto, a organização terrorista Ouroboros se revela e inicia operações contra a UPEO, Neucom e General Resource. Vários membros de todos os lados desertam para a Ouroboros, porém Nemo consegue destruir a principal base da organização e encerrar suas atividades.
Se o jogador escolher juntar-se à General Resource, Nemo acompanha Dision para quebrar o acordo de cessar fogo. Em seguida eles realizam uma série de ataques contra alvos da Neucom, culminando com Dision desertando para a Ouroboros e convidando Nemo a fazer o mesmo. Permanecer junto com a General Resource leva Nemo em uma campanha para destruir tanto a Neucom quanto a Ouroboros, terminando com a subjugação de ambos e a morte de Dision. Caso o jogador escolha entrar para Neucom, Nemo parte em diversas operações contra alvos da General Resource. Depois de uma grande frota da General Resource ser destruída, o levante da Ouroboros começa e Nemo tem a opção de desertar. Ficar com a Neucom leva a uma campanha contra a Ouroboros que termina com a morte de Dision e o fim da revolta.
Entrar para a Ouroboros depois de deserdar da General Resource leva Nemo e Dision a destruírem a Neucom completamente, com ambos em seguida montando um ataque contra a enfraquecida UPEO. Entretanto, Nemo se vira contra Dision e o derrota, acabando com a Ouroboros. Caso o jogador se junte à Ouroboros depois de deserdar da Neucom, Nemo rapidamente se arrepende de sua decisão e decide retornar para a Neucom, por fim derrotando Dision e a Ouroboros. Caso o jogador complete todos os cinco finais, é revelado que Nemo é na verdade uma inteligência artificial e que toda a guerra foi uma simulação criada pelo cientista Simon Orestes Cohen da Neucom a fim de avaliar possíveis cursos para um conflito hipotético no futuro. Cohen, satisfeito com os resultados das simulações, decide lançar Nemo no mundo real.

## Desenvolvimento

As paisagens futuristas de Electrosphere foram inspiradas por projetos urbanistas da década de 1970 e arquitetura moderna

A Namco começou a trabalhar em um novo jogo eletrônico da série Ace Combat pois os dois primeiros títulos, Air Combat e Ace Combat 2, tiveram um bom desempenho comercial e de crítica. O desenvolvimento do que se tornaria Ace Combat 3: Electrosphere começou em 1998 e foi planejada para ser muito mais ambicioso que seus predecessores, com Takashi Fukawa assumindo a posição de produtor do projeto. Como boa parte da equipe de desenvolvimento também tinha trabalhado em Ace Combat 2, ele serviu como uma grande fonte de inspiração. O enredo tinha sido um elemento relativamente de pouco importância em relação à jogabilidade nos dois títulos anteriores, porém a equipe de Electrosphere queria que sua história tivesse um verdadeiro propósito a afetasse a jogabilidade como um todo a partir de decisões tomadas pelos jogadores. Esta ideia foi inspirada em R4: Ridge Racer Type 4 e programas dramáticos, com a equipe esperando que isto fosse destacar o jogo de outros títulos similares no mercado.
A programação de Electrosphere foi liderada por Kenji Nakano e Katsuhiro Ishii e demorou vários meses para ser finalizada. Os dois afirmaram que o mundo de jogo foi difícil de ser programado; a equipe teve dificuldades em fazer o sistema renderizar mais partes do mapa em que o jogador estava voando devido a várias limitações técnicas do PlayStation. Nakano conseguiu contornar o problema ao fazer com que objetos mais distantes do jogador fossem renderizados com menos polígonos do que aqueles mais próximos; esta solução demorou dois meses para ser aplicada. Um total de 23 aeronaves foram criadas, modelas e colocadas no jogo, algumas baseadas em máquinas reais e outras completamente ficcionais. Assim como tinha ocorrido em Ace Combat 2, o foco dos desenvolvedores foi fazer o jogador sentir-se como se estivesse realmente voando um caça de combate. As animações das cinemáticas de Electrosphere foram criadas pelo estúdio Production I.G e tinham sombras bem escuras e várias linhas de contraste. As paisagens futuristas foram o resultado de uma combinação de projetos urbanistas da década de 1970 e arquitetura moderna. Um ciclo de dia e noite foi implementado com o objetivo de criar a ilusão da passagem de tempo. A interface do menu de jogo foi criada pelo projetista gráfico Minoru Sashida.

## Lançamento
Ace Combat 3: Electrosphere foi anunciado pela Namco em agosto de 1998. A empresa permaneceu silenciosa sobre o jogo por alguns meses, fazendo apenas comentários mínimos sobre o título durante a Tokyo Game Show. Ela quebrou o silêncio em novembro, quando lançou um website oficial e mostrou artes conceituais para publicações de jogos eletrônicos. Apenas uma das fases e algumas poucas aeronaves foram exibidas. A Namco também anunciou que Electrosphere tinha previsão de lançamento para a primeira metade de 1999 no Japão. Uma pequena amostra de imagens em vídeo do jogo foi disponibilizada como um disco bônus colocado junto das cópias japonesas de R4: Ridge Racer Type 4. A Namco finalmente demonstrou o título em março de 1999, durante a Tokyo Game Show, apresentando-o ao lado de World Stadium 3, Dragon Valor e a versão para Dreamcast de SoulCalibur, com sua seção tomando boa parte do estande da empresa. Electrosphere foi lançado pela Namco no Japão em 27 de maio de 1999. Seu tamanho fez com que fosse dividido em dois discos, cada um com 26 missões cada para um total de 52. Ele também continha um manual de instrução de 26 páginas e um livreto promocional de trinta páginas intitulado Ace Combat 3: Electrosphere – Portfolio Photosphere, que detalhava os personagens, aeronaves, história e outras informações sobre o mundo ficcional do jogo. O título foi relançado no Japão em 7 de dezembro de 2000 sob o selo The Best da Sony Computer Entertainment.
A Namco America traduziu o título para o inglês para seu lançamento na América do Norte. A Frognation, uma empresa de dublagem japonesa, foi contratada para ajudar no processo de localização. A companhia entrou em contato com a tradutora Agness Kaku para ajudar no trabalho. Ela realizou uma tradução de demonstração baseada na narrativa original japonesa, porém a Namco America cortou o orçamento da localização e descartou a tradução por completo, em vez disso escolhendo refazer o enredo para o público ocidental; isto incluiu remover os diferentes finais, os vários caminhos da história e quase metade das missões. Também foi alterado para que coubesse em apenas um único disco. Nenhum motivo oficial foi dado para o corte de orçamento, porém Kaku comentou que achava que isso ocorreu pois o título não tinha vendido tão bem quanto a Namco esperava no Japão, fazendo com que a divisão norte-americana tivesse poucas esperanças de que o jogo encontrasse sucesso no ocidente.
A Namco exibiu Electrosphere durante a Electronic Entertainment Expo de 1999, recebendo uma cobertura positiva pela imprensa. A publicadora já tinha começado a divulgar a narrativa interconectada do título no ocidente antes do orçamento da localização ter sido cortado. Segundo Kaku, vários fãs e publicações tiveram uma reação negativa quando Namco afirmou que o jogo seria cortado e omitiria a narrativa original, o que fez com que o interesse em Electrosphere diminuísse muito bem quando ele estava prestes a ser lançado. O título estreou na Europa em 21 de janeiro de 2000, enquanto na América do Norte seu lançamento ocorreu em 3 de março.

## Recepção
Ace Combat 3: Electrosphere teve um baixo desempenho comercial, não tendo vendido o número de cópias que a Namco originalmente esperava. Suas vendas na América do Norte foram consideradas um fracasso, com o título tendo vendido menos unidades que os dois jogos anteriores da série. Electrosphere já tinha vendido aproximadamente 1,164 milhões de cópias mundialmente até o início de 2008, superando por pouco as 1,092 milhões de cópias vendidas por Ace Combat 2.
A versão japonesa recebeu críticas positivas. A revista Famitsu afirmou que seus gráficos "deslumbrantes" e sua narrativa profunda, também destacando seu realismo. A revista Oficiální Český PlayStation Magazín teve uma resposta semelhante, gostando de sua abordagem futurista, gráficos realistas e jogabilidade refinada. James Mielke da GameSpot, em uma prévia do título, comentou que Electrosphere não era tão divertido quanto Ace Combat 2, porém tinham um projeto tão ambicioso quanto R4: Ridge Racer Type 4, com cinemáticas com personalidade, projetos de aeronaves elegantes e gráficos detalhados. A revista Edge destacou as ramificações da narrativa e que estas tornavam o jogo mais envolvente e recompensador que seus predecessores.
Por outro lado, a versão ocidental teve uma recepção bem mais mista. Críticos expressaram confusão e decepção pelo número inferior de missões em relação à versão japonesa e a completa ausência de uma narrativa, algo que acharam que diminuía o valor do jogo. Mielke escreveu que a remoção do conteúdo da versão oriental e abordagem linear fazia parecer que Electrosphere era um título inferior a Ace Combat 2. Eric Bratcher da revista Next Generation sentiu que o jogo  parecia chato de se jogar e inferior a seus oredecessores sem o sistema de ramificação da história e missões adicionais. Mandip Sandhu da The Electric Playground ficou decepcionado com o enredo e cinemáticas por criarem uma narrativa que não tinha importância alguma para o jogo. Dean Evans da Official UK PlayStation Magazine comentou que Electrosphere parecia mais com simulador de voo para computadores do que um título de Ace Combat, jocosamente escrevendo que a "Namco prova que sim, é possível recriar gráficos de simuladores de voo de PC no PlayStation. Entretanto, eles infelizmente esqueceram de incluir o jogo que vem com eles". Em contrapartida, Sam Bishop da IGN e a revista GamePro elogiaram a jogabilidade por ser boa e energética, com Bishop afirmando que o título "entrega a mesma experiência de combate aéreo cheia de ação que você veio a esperar da série, e faz isso com um estilo e talento incomparáveis que nunca exageram". O site JeuxVideo comentou que Electrosphere tinha o mesmo refinamento que Ace Combat 2, mas com um seleção maior de aeronaves e missões variadas.
Os críticos concordaram que o jogo possuía gráficos "maravilhosos" com uma grande quantidade de detalhes. Bishop falou sobre sobre a grande percepção de detalhes e que isto era um de seus pontos fortes. Mielke e a GamePro concordaram, com a segunda afirmando que seus gráficos eram uma mistura única de visuais realistas e visuais semelhantes a arcades. Mielke também elogiou os elevados valores de produção de Electrosphere. Sandhu gostou dos visuais devido sua grande quantidade de detalhes, algo também expressado por Evans e pela JeuxVideo. A JeuxVideo destacou como o título usava o controle DualShock do PlayStation de modo excelente, principalmente com sua suavidade e função de vibração. A trilha sonora, uso de replays e considerável ausência de lentidão também foram elogiadas. Por outro lado, apesar de Bratcher ter elogiado o estilo gráfico e mecânicas de jogabilidade, ele acabou achando que Electrosphere era inferior a seus predecessores, afirmando que "Ace Combat 3 tem muitos elementos de arcade para ser um simulador de voo sério. Infelizmente, também é muito chato para ser grande combatente aéreo no estilo arcade"

### Retrospectiva
Electrosphere recebeu avaliações mais positivas em retrospecto, com críticos destacando sua história e projeto ambiciosos. O site japonês Game*Spark, em celebração ao vigésimo aniversário do título em 2019, retroativamente comparou sua narrativa complexa com aquelas de Final Fantasy VII e R4: Ridge Racer Type 4, elogiando o sistema de ramificação de caminhos por ter um impacto significativo e interessante no enredo como um todo. O site também gostou da atmosfera e temas futuristas de Electrosphere, que permanecem até hoje como elementos drasticamente diferentes de outros títulos de Ace Combat. A Game*Spark também afirmou que o jogo era um dos melhores e mais únicos da franquia, expressando também sua decepção por ele nunca ter recebido um relançamento digital em plataformas modernas como a PlayStation Network.
Sebastiano Pezzile do site italiano Player.it avaliou Electrosphere em 2019 para comemorar o lançamento de Ace Combat 7: Skies Unknown. Ele comparou sua narrativa e estilo visual com Neon Genesis Evangelion e Ghost in the Shell, gostando de sua narrativa por ser mais sombria que a de seus predecessores. Pezzile elogiou sua trilha sonora influenciada por Wipeout, porém criticou a versão internacional por ser inferior a Air Combat e Ace Combat 2 do ponto de vista do conteúdo. Tyler Treese da GameRevolution expressou sua decepção pelo lançamento ocidental de Electrosphere, considerando-o como uma das piores tentativas de localização de um jogo eletrônico já vistas.